# Lucas Faydherbe
Lucas Faydherbe, né le 19 janvier 1617 à Malines où il meurt le 31 décembre 1697, est un sculpteur de style baroque des Pays-Bas du Sud.

## Biographie
Lucas Faydherbe est le fils d'Henri Fayd'herbe et le neveu de Lucas Franchoys l'Ancien. Formé par son père Henri Fayd'herbe puis par Maximilien L'Abbé (second époux de sa mère), c'est chez Pierre-Paul Rubens, où il reçoit le vivre et le couvert, que son art s'épanouit par le contact non seulement de son illustre commensal mais de toute cette ruche bourdonnante d'artistes qu'était alors l'atelier du Maître.
Il rentre à Malines en 1640 où il est reçu, en vertu des règles corporatives, franc-maître, ce qui lui permet d'y exercer son art.

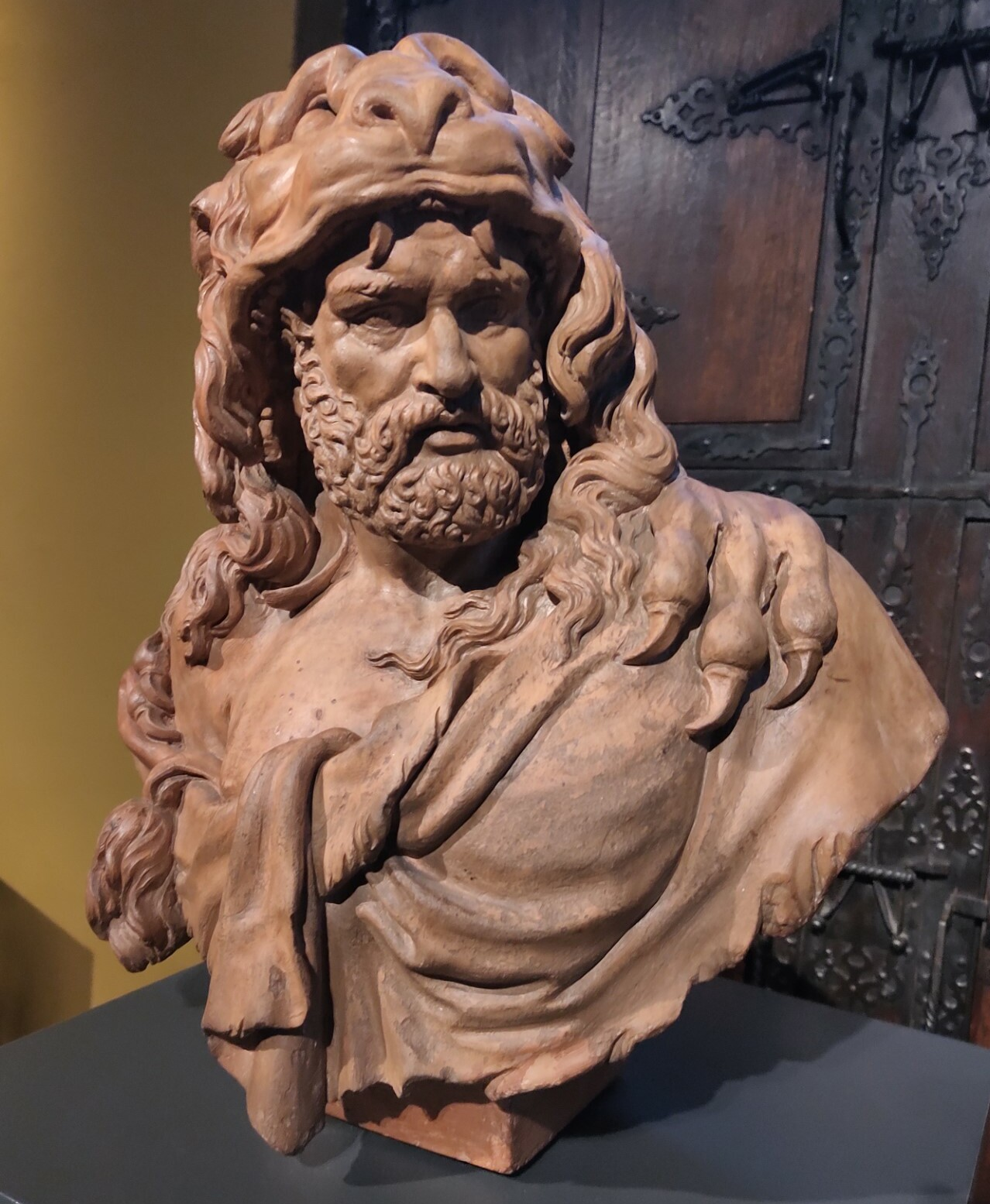
Buste d'Hercule acquis par la Fondation Roi Baudouin.

Son style était tout imprégné de la touche de son maître au point d'être presque du "Rubens à trois dimensions".
Mais il ne se limite pas à la sculpture, comme beaucoup de peintres ou de sculpteurs de son temps, il est également architecte.
Il épouse Marie Snyers, fille d'André Snyers, aumônier de la ville de Malines et alfère de la Gilde des Arquebusiers, et de Marguerite Peeters. Son fils Rombout Faydherbe sera peintre et son fils Jan-Lucas Fayd'herbe sera sculpteur et architecte. Une des filles de Lucas Faydherbe épouse en 1666 le sculpteur Jean van Delen, qui participa à la création de la Grand-Place de Bruxelles, mort en 1703, et qui était le fils d'Henri van Delen, fauconnier à la Cour des Gouverneurs des Pays-Bas.
Il compte parmi ses élèves Frans Langhemans, Jan Frans Boeckstuyns et Nicolaas van der Veken. 

## Son œuvre

### Œuvre sculpturale
- Buste d'Hercule (1675-1685)[1]

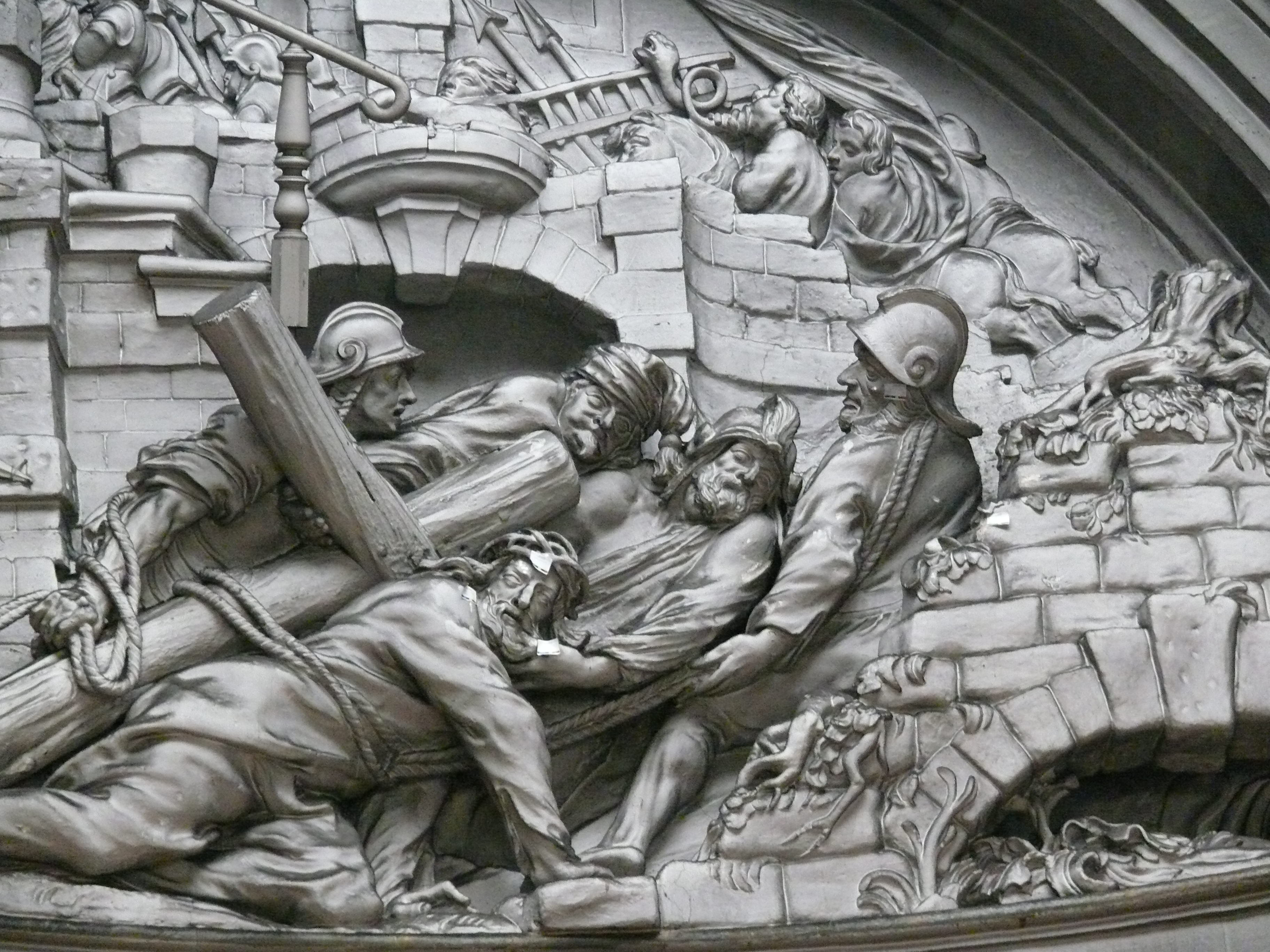
Jésus porte sa croix, Basilique Notre-Dame de Hanswijk, Malines

- Tombeau de Jehan Marchin dans l'église de Modave
- Cénotaphe de Gillion-Othon Ier de Trazegnies et de sa femme Jacqueline de Lalaing
- Chronos ravissant Hébé, au musée de Bruxelles.

### Œuvre architecturale
- Église de Notre-Dame aux Riches Claires
- Église Saint-Jean-Baptiste-au-Béguinage
- Église Notre-dame du Val des Lys (Onze-Lieve-Vrouw van Leliëndaal) à Malines
- Basilique Notre-Dame de Hanswijk (Onze-Lieve-Vrouw-van-Hanswijkbasiliek) à Malines
- église Notre-dame des Victoires

## Notes et références

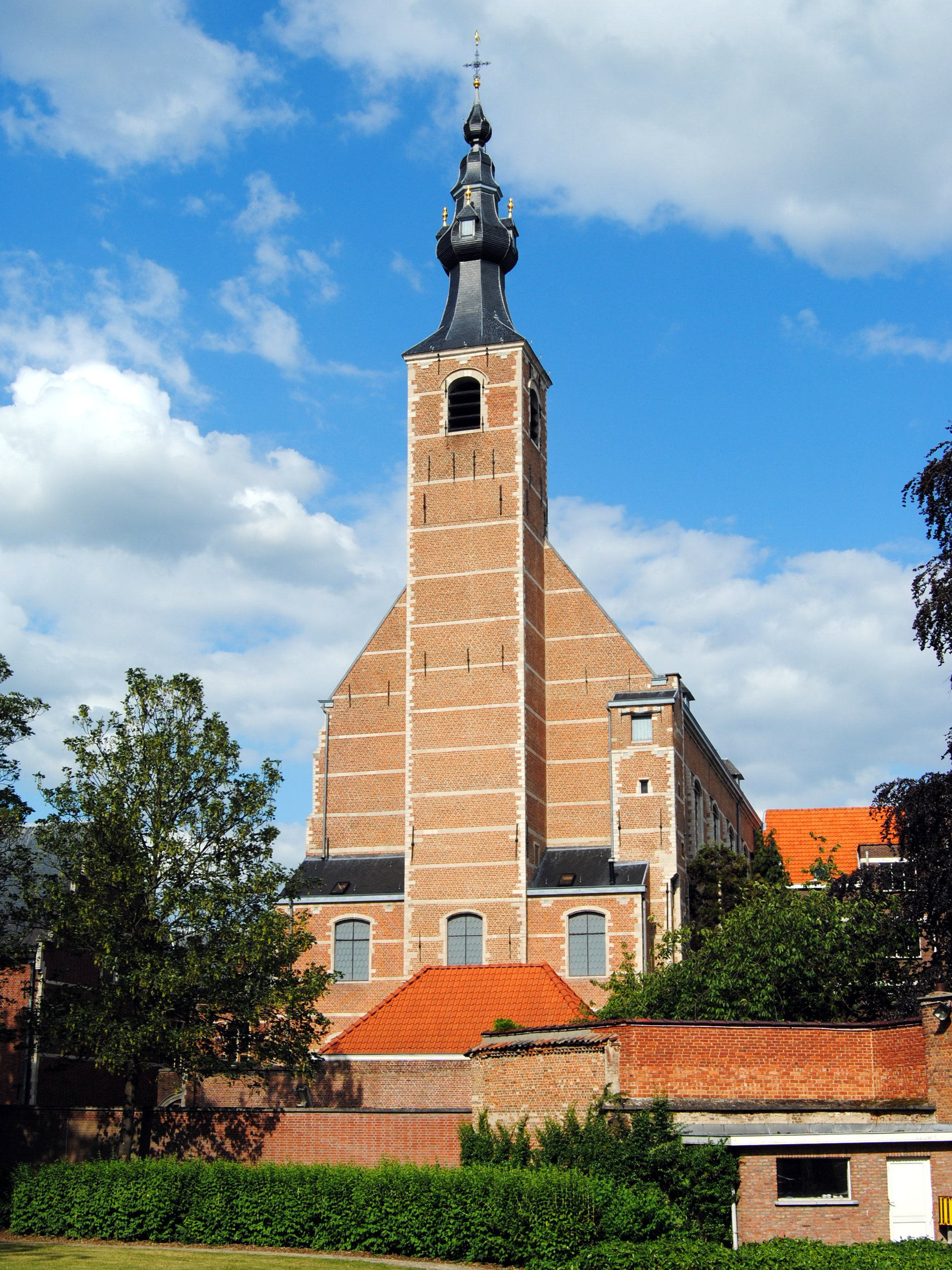
Eglise Notre-Dame de Val de Lys à Malines.